# 法化学
法化学（ほうかがく、英: Forensic chemistry、フォレンジック・ケミストリー）とは、司法の文脈における化学、および毒性学の応用である。法化学者は犯罪現場で発見される未確認の物質を特定するための、調査分析の支援を行う。

## 概要
この分野の専門家は、物質を識別するための幅広い科学的な手法を利用し、様々な機器を取り揃えている。具体的には、高速液体クロマトグラフィー、ガスクロマトグラフィー-質量分析（GC/MS）、原子吸光分析、フーリエ変換赤外分光分析、薄層クロマトグラフィー、といったものである。このように多くの種類が必要とされるのは、それぞれ中には「破壊的」な性質をもつものもあり、物質によって分析方法も異なるからである。一般的には、最初は「非破壊的」方法で分析し、最終的にはどの「破壊的方法」がベストな結果をもたらすか検討を行う。
法化学者は、他の法科学専門家と同様に、調査結果（鑑定結果）に関する専門家証人または鑑定証人として法廷で証言を行う。
また、法化学分野では、警察によって押収された薬物（麻薬・ドラッグ）の分析に関する、科学ワーキンググループ、行政機関、などによって出されている一連の基準に準拠するもので、ガイドラインとして公開されている標準的な運用手順standard operating procedure (SOP) に加えて、個別に品質保証や品質管理に関する独自の基準を有する所もある。

## 用語
法科学（Forensic sciences）の諸分野において頭に付けられる「フォレンジック（“Forensic”）」（形容詞）は、ラテン語の“forēnsis”つまり「フォーラム（広場）の」に由来している。ローマ帝国時代、「起訴」とは、ローマ市街の中心にあるフォロ・ロマーノで聴衆を前に訴状を公開することであった。被告と原告はともに自らの主張を行い、よりよい主張をしてより広く受け入れられたものが裁判において判決を下すことができた。この起源は、現代における“forensic”という語の２つの用法のもとになっている。一つ目は「法的に有効な」という意味、そして２つ目が「公開発表の」という意味である。これが現代の裁判において陪審員（日本では裁判員）の前に証拠を詳らかにして判断を下してもらう、ということに繋がっている。
日本では、古くは明治時代の東京帝国大学で「衛生裁判化学」という講座が存在した。その後、「裁判化学」という講座名になり、「平成８年（1996年）には、従来の講座を学問領域を考慮して再編成し」大講座制に移行したことに伴い講座名としては消滅した。こういった由来から、一部の論文では「法化学（裁判化学）」とカッコ付で表記される場合がある。

## 捜査における役割

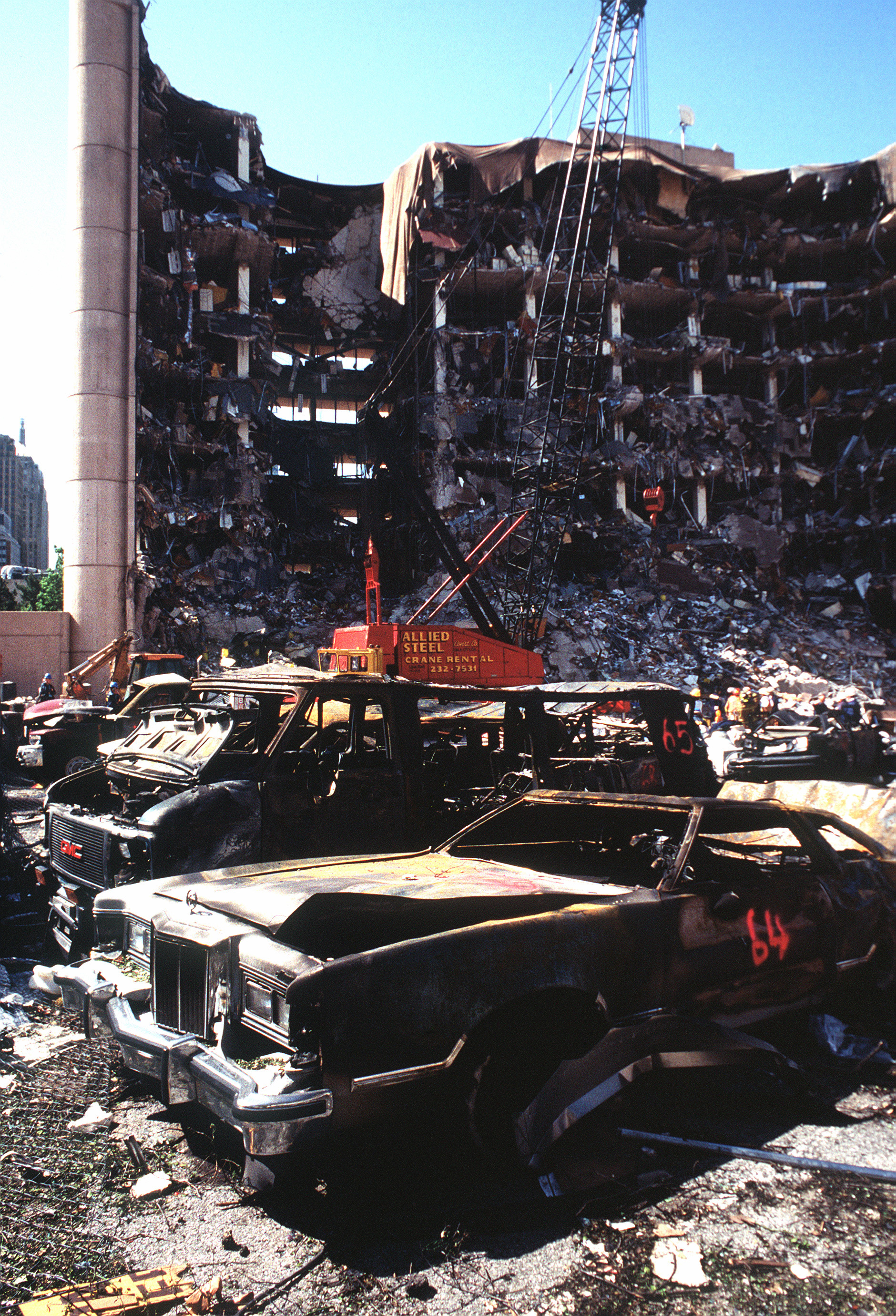
化学者たちはオクラホマシティの爆破事件現場でANFOを特定した

法化学者の分析は、現場における警察の推測に対し、それを科学的な方法で裏付け、または反証することにより、その捜査を支援するものである。また、現場で発見された様々な物質を識別することによって、捜査の方向性を定めることも可能となる。
火災調査では、ガソリンや灯油といった促進剤が使用されたかどうかを分析し、意図的な放火かどうかの重要な手掛かりとする。
さらに、使用された物質から、それを扱う事の出来る容疑者のリストを作成することも可能である。例えば、爆発物の調査では、RDXやC-4が特定されればそれは軍用の爆発物であるため、軍事関係の容疑者を示唆している。もしTNTであれば軍だけでなく解体業者などでも使用されているため、より幅広い容疑者リストが作成されることになる。
また、薬物またはアルコールの中毒に関する調査では、アルコールなどの過量摂取なのか、特定の毒や薬物が検出されれば、誰に何を聴取すればよいのか、といったこともあきらかになる。

## 歴史

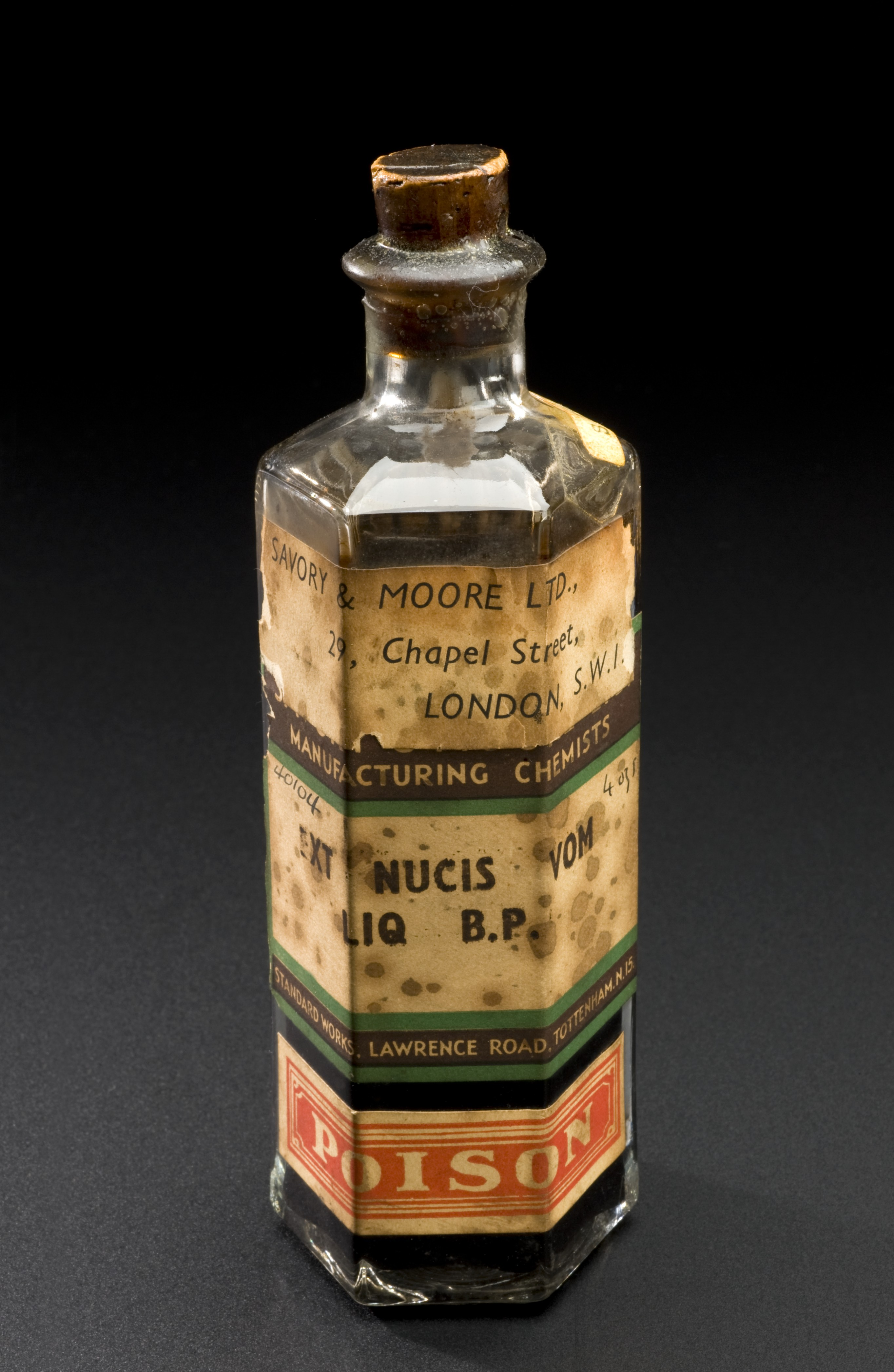
ストリキニーネのボトルはかつて薬局で簡単に入手できた

歴史を通して、ヒ素、ベラドンナ、ストリキニーネ、クラーレといった様々な毒物が殺人に用いられてきた。19世紀初頭になるまでは、これらの毒素を正確に検出したりする方法は無く、多くの犯行が発覚することもなく、その罪も罰せられることはなかった。
この分野における最初の主な貢献はイギリスの化学者ジェームズ・マーシュ (化学者)によってもたらされた。1836年、彼はヒ素検出のためのマーシュテスト（マーシュの試験法）を開発し、その後、殺人事件の裁判で証拠として採用された。法毒物学が独自の分野として認識されるようになったのもこの頃のことであった。
「毒物学の父」として知られるマシュー・オルフィラは、19世紀初頭にこの分野で大きな進歩を成し遂げている。法科学的顕微鏡の活用における先駆者であるオルフィラは、血液と精液の検出の進歩に貢献した。彼はまた、さまざまな化学物質を腐食性物質、麻薬、収斂剤などのカテゴリーに分類した最初の化学者でもあった。
1850年には、ヒト由来組織のアルカロイドを検出するための有効な方法が化学者ジャン・セルジュス・スタスによって開発されたことで、毒の検出における次の進歩が起きた。スタスの方法は裁判においてすぐに採択され、法廷でヒッポリテ・ビサート・デ・ボカームに有罪判決を下すために、成功裏に利用された。その後、スタスのプロトコルはカフェイン、キニーネ、モルヒネ、ストリキニーネ、アトロピン、アヘンの検査を組み入れるように変更されている。
法科学的な化学分析のための多くの機器もこの時期に開発されるようになった。19世紀初頭には、ヨゼフ・フォン・フラウンホーファーによる分光器が発明された。1859年には、化学者ロバート・ブンゼンと物理学者グスタフ・キルヒホッフはフラウンホーファーの発明をさらに拡張した。分光法は、特定の波長の光にさらされると特定の物質は独特のスペクトルを作り出す現象を利用している。1906年に植物学者のミハイル・ツベットは、薄層クロマトグラフィーの前身であるペーパークロマトグラフィーを発明し、それを用いてクロロフィルを構成する植物タンパク質の分離に成功している。混合物を個々の成分に分離する事で、既存の製品のデータと比較して未知の材料を調べることができるようになった

### 近代化

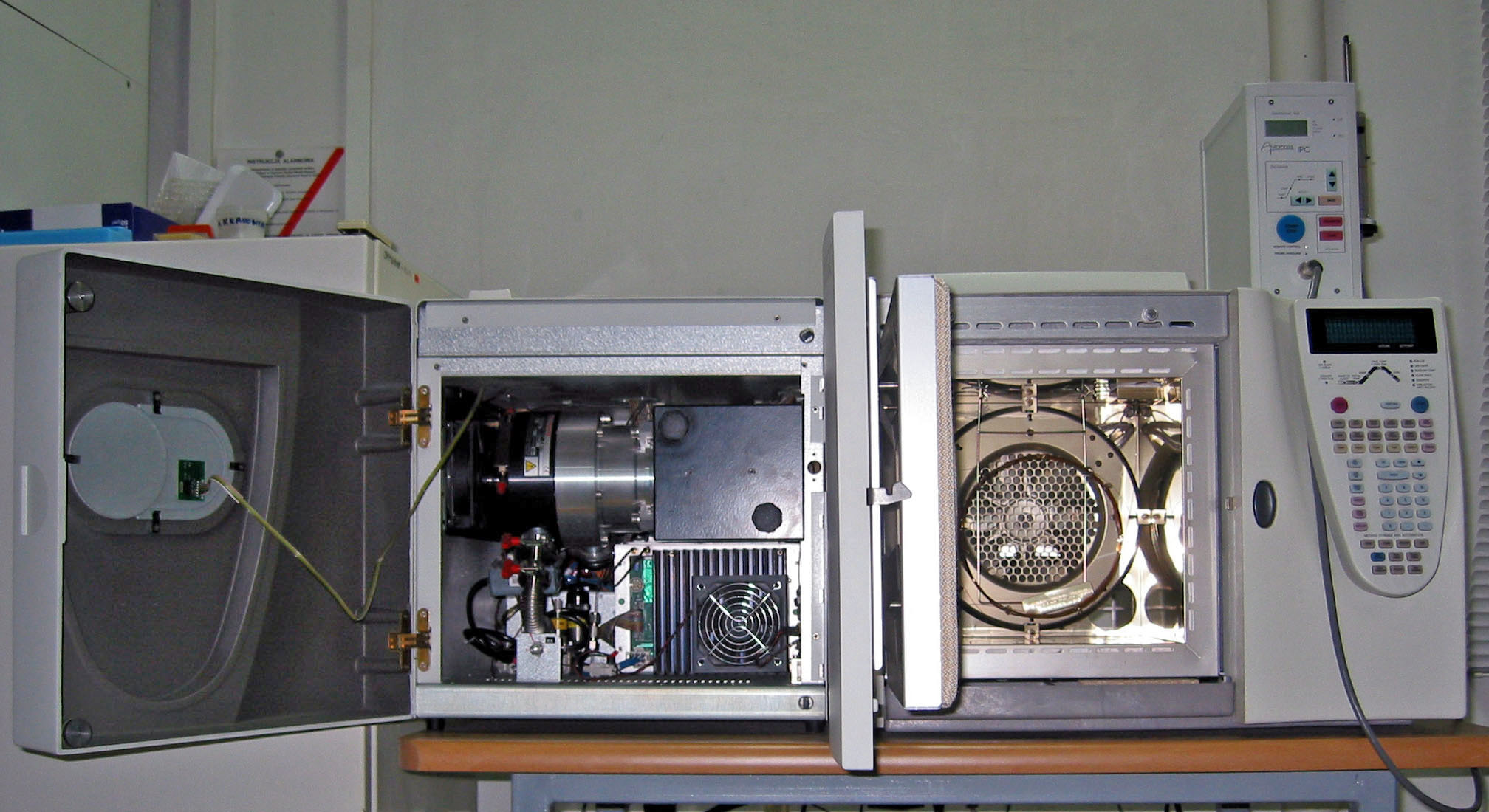
GC-MSユニット - ガスクロマトグラフ（右側）と、質量分析計（左側）

現代の法化学者は、犯罪現場で見つかる物質を特定するために様々な手段を利用している。20世紀は、化学者が少量の物質をより正確に検出することを可能にする多くの技術が開発され、この分野は多くの進歩を見た。
劇的な進歩は、1930年代の、赤外線で生成された信号を測定することができる分光計の発明である。1949年には、Peter Fellgett がIR分光計との干渉計を結合し、完全な赤外線スペクトルを一度に測定することができるようになった :202。彼はまた、フーリエ変換を使用し、赤外線分析から受け取った膨大な量のデータを解析する手法となった。それ以来、フーリエ変換赤外分光法 （ＦＴＩＲ）機器は、非破壊的で極めて高速なため、物質の法科学分析において重要なものとなってきた。1955年にAlan Walshによる原子吸光（AA）分光光度計の発明は、分光分析をさらに進歩させ、サンプルを構成する元素とその濃度を検出が可能となり、ヒ素やカドミウムなどの重金属を簡単に検出できるようになった。
クロマトグラフィーは、沸点の近い揮発性液体混合物の分離を可能にする1953年のAnthony T. Jamesおよびアーチャー・マーティンによるガスクロマトグラフの発明により大きな発展を遂げた。不揮発性の液体混合物は液体クロマトグラフィーで分離することはできたが、1970年の、Csaba Horváth による、高速液体クロマトグラフィー（HPLC）が発明されるまで、同様の保持時間を有する物質を分離することはできなかった。現代の高速液体クロマトグラフィー機器は、濃度が１兆分の１という低い濃度の物質を検出および分離することができるようになっている。
法化学における重要で大きな進歩は、1955年にフレッド・マクラファティおよびローランド・ゴルケ（Roland Gohlke）によるガスクロマトグラフィー - 質量分析 （GC-MS）の発明によってもたらされた。ガスクロマトグラフと質量分析計との連携は、広範囲の物質の同定を可能にした。GC-MS分析は、その能力と感度および多様性のために、法化学分析のための「ゴールドスタンダード」と広く考えられている。機器の感度が向上し、化合物の微量の不純物を検出し、製造時点からの特定のバッチやロットまで追跡することを可能になる場合もある。

## 方法
法化学者は、現場で発見される未知の物質を特定するために多数の機器に頼っている。どの方法が最良かを決定するのは、同じ物質を同定するために異なる方法を使用することが出来るため、研究者次第である。機器選択で考慮されるのは、分析にかかる時間の長さとその破壊的な性質である。一般的には、追加分析のために証拠を保存するため、最初は非破壊的な方法を使用することが好まれる。

### 分光法

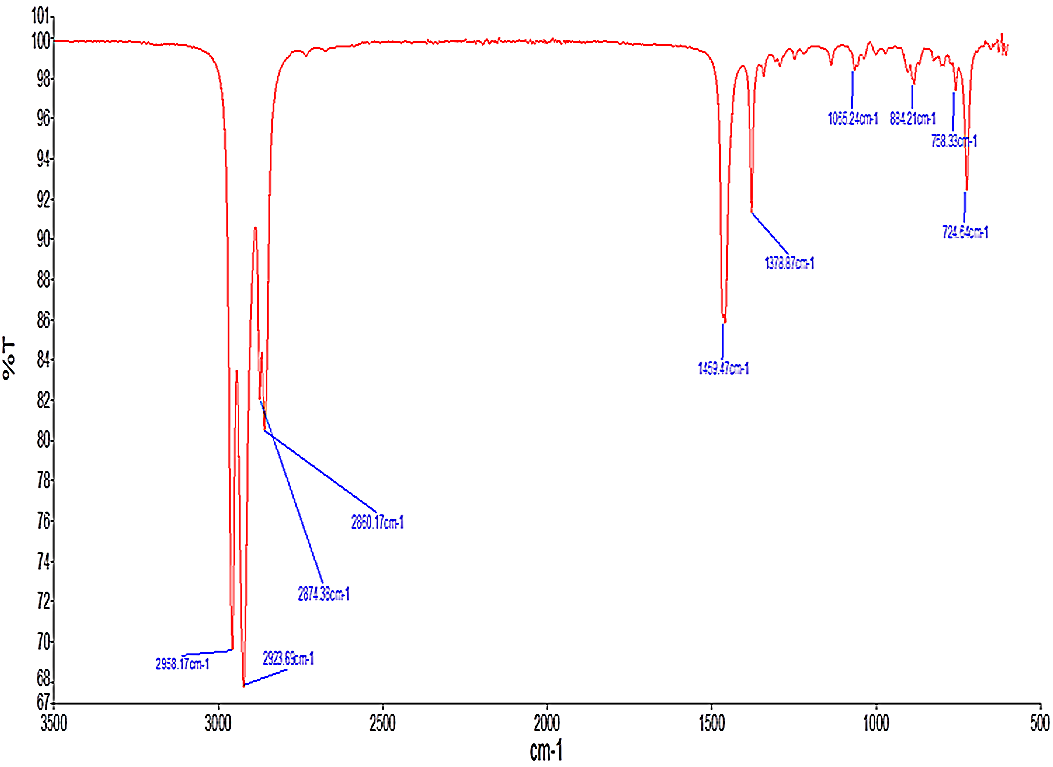
波数 （cm ^{-1} ）に対するパーセント透過率 （％T）を示すヘキサン のATR FTIRスペクトル

法化学で使用される分光法は、FTIRとAA分光法である。FTIRは物質を識別するために赤外線を使用する非破壊的な手法である。非破壊性と準備段階の簡便さという特徴のため、ATR FTIR分析は最初のステップとなることが多い 。

### クロマトグラフィー

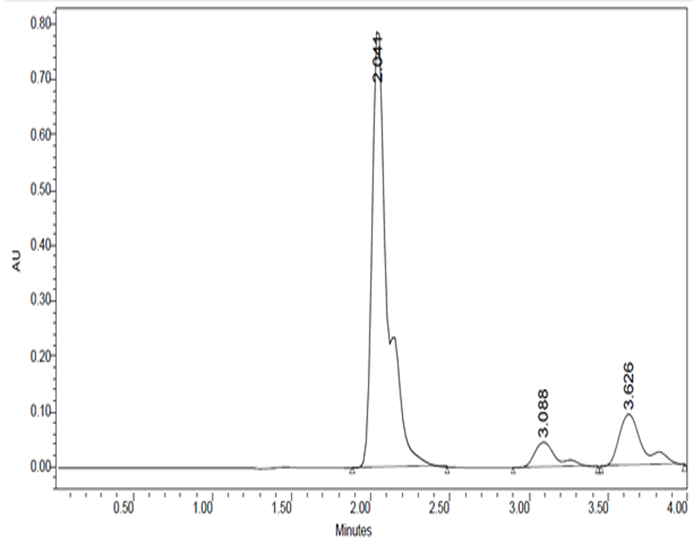
エクセドリン錠剤のＨＰＬＣ読み取り。左からアセトアミノフェン、アスピリン、カフェイン

分光法は、サンプルが純粋であるか、または一般的な混合物であるときに役立つものであるが、未知の混合物が検出された場合、個々の成分に分解されなければならない。そういったケースでは、クロマトグラフィーを使用し、混合物を分解し、各成分を別々に分析することが可能になる。

### ガスクロマトグラフィー
ガスクロマトグラフィー （GC）は液体クロマトグラフィーと同様の機能を持つが、揮発性混合物の分析に使用される。法化学において最も一般的なＧＣはそれらの検出器として質量分析を使用する。GC-MS（ガスマス）は、放火、中毒、爆発の調査に使用され、使用されたものを正確に特定する 。

## 法毒物学
特定の薬物が人体に及ぼす影響を正確に判断するために、法毒物学者は、まざまなレベルの耐性と、医薬品の治療指数を認識している必要がある。法毒物学者は、体内で見つかった毒素が原因であったのか、あるいはそれが効果を発揮するほどのものではなかったのかを判断することが役目となる。多数の物質が死因と成りうるため、毒素の決定は時間のかかるものの、いくつかのヒントによって、実際に何が起きたのか、という可能性を絞り込むことができる。例えば、一酸化炭素中毒では、血液が真っ赤になるが、硫化水素による中毒死は脳が緑色の色合いとなる 。
毒物学者はまた、薬が体内で分解される際の様々な代謝物質を元に物質を同定する。例えば、ヘロインの分解によってだけ生じる6-モノアセチルモルヒネの存在によって、ヘロインしたことを確認することができる。

## 規格
種々の規制機関や当局によって基準が定められており、「the international Scientific Working Group for the Analysis of Seized Drugs (SWGDRUG)」という国際的な作業部会も、各カテゴリに分けてそれぞれの試験される材料の品質保証と品質管理のためのガイドラインを勧告として発表している   。

### 証言
法化学者が法廷において証言をするための、標準化された手順は、SWGDRUGだけでなく、科学者を雇用するさまざまな機関によって提供されている。一般的に法化学者は、中立的な形で証言を提示し、新しい情報が見つかった場合にはその陳述を再検討することに寛容であるべきことが、倫理的に義務付けられている :3。また、直接または反対尋問の質問にかかわらず、証言は法化学の領域に限定するべきともされている :27。
証言を求められた法化学者は、素人が理解できるような方法で科学的情報とプロセスを伝達できなければならない。専門家としての資格を得ることで、化学者は事実を述べるだけではなく、証拠について意見を述べることができる。これは対立する反対側によって雇われた専門家から競合する意見が述べられる可能性も意味する。法化学者のための倫理的ガイドラインでは、専門家は客観的な形で証言をすることが求められている。

### 教育
法化学者は、自然科学または物理化学、ならびに実験化学全般、有機化学および分析化学において学士号またはそれに類似するものを必要とする :4–6。